# المرأة في الموسيقى اللاتينية

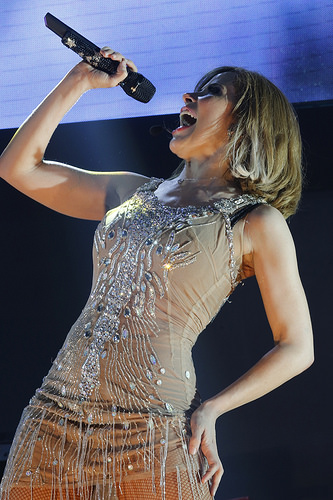
كانت غلوريا تريفي (في الصورة) والجاندوا جوزمان أول نساء في تاريخ ألبومات لاتين الأعلى على مدار 24 عامًا ولديهما ألبوم مشترك واحد في عام 2017.

غلوريا تريفي وأليخاندرا غوزمان كانتا أول امرأتين في قائمه أفضل الألبومات اللاتينية في الأربع وعشرون عام الاخار للحصول على المركز الأول في الألبومات المجمعه في 2017 على الرغم من ذلك غلوريا لا تطلق على نفسها نسويه، حيث تقول أن موسيقاها تعكس وجهه نظر المرأة.
ساهمت المرأة بشكل جوهري في الموسيقى اللاتينيه، الأسلوب الذي سبق المكتشف الإيطالي كرينتو فير كولومباس الذي وصل في أمريكا اللاتينيه في 1492 وفي المستعمرات الإسبانية في الأمريكيتين.
الأمريكيون الأوائل هم الهنود الحمر حيث أن المئات من المجموعات العريقه عبر القارة من كلماتهم "عكس المتناقضات، جمال، ألم وخساره التي تحدد كل الخبرات الإنسانية مجتمعات السكان الأصليين حفظت موسيقى للمرأة، حيث تم اعطائهن فرص متساويه مع الرجال ليدرسن، يؤدين، يغنين ويرقصن لقد قاس الاثونيين السيراميك، عظم الحيوان ومزامير القصب من إمبراطوريته إنكا التي تشير إلى المرأة مع مجموعه صوتيه عاليه، تمتلك المرأة حاله اجتماعيه متساويه، تم تدريبهن وحصلت على نفس الفرص التي حصل عليها الرجل في مجال الموسيقى وذلك في مجتمعات السكان الأصليين ودلك حتى وصول كولومبس في أواخر القرن الخامس عشر المستوطنين الأوروبيين احضروا ممثل لجماعتهم، أيدولوجية الرجولة في القارة تتبدل مع فكره المساواة بين الرجل والمرأة لقد ساوو بين الموسيقى المحلية و"الوحشية " والموسيقى الأوروبية مع "التخضر" تميل العازفات إلى أن يكون بشرتهن أغمق كنتيجة لتجاره العبيد (التي زادت من تعداد العبيد الأفارقة، لقد اساء المجتمع المعاصر استخدام الموسيقى كمهنه أصبحت الموسيقى اللاتينه متأفرقه مع إيقاعات متزامنه والدعوة والاجابه حيث ان المستعمرات الأوروبية قد تناغمت بشكل أغنية ديبما الإسبانية منذ عصر ما قبل التسجيل الموسيقي

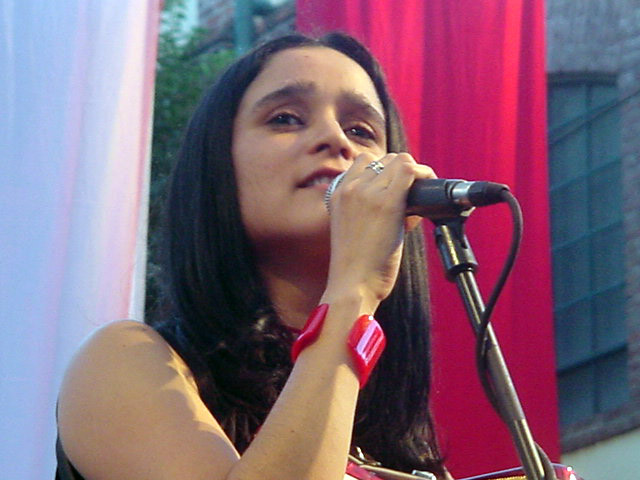
على الرغم من أن جولييتا فينيغاس لا تطلق على نفسها نسوية، قالت إن موسيقاها تعكس وجهة نظر المرأة.

كانت الموسيقى اللاتينية مُهيمن عليها من قِبل الذكور، وكان هناك أمثلة قليلة نسبياً من الشاعرات، منتجات الموسيقى، المديرات التنفيذيات والمتعهدات الإناث كانت النساء يفتقرن إلى التدريب الوسيقي، حيث ان البرامج الموسيقيه لم يكن لها وجود، وكانت المعايير الثقافيه تثبط من مشاركة الإناث كان لوجود الذكور الاولويه في الوسيقى اللاتينيه، حيث انه كان يتم تمييز الرجال عن النساء، قصرهم عن الغناء أو الرقص وثنيهم عن ان يصبحن عازفات، كاتبات، مؤلفات موسيقى، منظمات ومديرات تنفيذيات الفنانات النساء كثيرات في أنواع الموسيقى اللاتينيه مثل سيلينا، جيني ريفيرا، جينفر لوبيز، ايفي كوين، جوليتا فينيجاز وايلي جويرا حيث انه كان لديهن الفضل في تعزيز وجود النوع الانثوي، لقد قاموا بكسر الحواجز والعقبات واعادة تشكيل الموسيقى اللاتينيه والنظرة العامه للجنس الانثوي، النوع والانوثه النساء في موسيقو السالسا مثلت بشكل كبير تمثيلاً ناقصاً في صناعتها كما عدد قليل جدداً من النساء، باستثناء سيليا كروز، ارتبطت بالظهور في هذا النوع من الموسيقى، على سبيل المثال في فيلم سالسا الوثائقي البريطاني: موسيقى البوب الاتينيه في المدن عام 1985 كوز هي واحده فقط من المغنيات الإناث التي تم ذكرهن المغنيات اللاتينيات النساء تعانين من اختلال ديموغرافي كبير في المخططات الموسيقيه ل«بيلبورد» مقارنة بنظرائهن من الذكور بينما تستكشف صيغ الراديو انواعاً شائعه ويقودها الرجال، مثل موسيقى الريجبتون والموسيقى المكسيكيه الاقليميه، فإن النساء في قوائم «بيلبورد» للموسيقى اللاتينيه غائبين بشكل دوري آخر مغنيه انثى كان لها أغنية واحده منفرده هي صوفيا رييس، التي انتهى تعاونها مع صولو-يو بعد خمس سنوات من جفاف مخطط موسيقى البوب اللاتينيه في2016 قبل عام على مخطط Hot Latin Songs، مر22 اسبوعاً بدون أغنية من قِبل النساء أعربت رييس عن قلقها ازاء التباين بين اداء الذكور والإناث في عروض جوائز الموسيقى اللاتينيه، مشيره إلى ان تسعين بالمائه من المؤديين ذكور هناك مغنيات اناث اخريات مثل شيكي ريفيرا، نسبت انخفاض ظهور النساء في الوسيقى اللايتينه إلى مبرمجين الاذاعه الجنسيه تعتقد المديره التنفيذيه للموسيقى اللاتينيه الكسندرا ليوتيكوف ان هذا الانخفاض يعود إلى قلة التعاون النسائي لاتزال الموسيقى اللاتينيه مُهيمن عليها من قِبل الذكور وصناعة الموسيقى هي «ممارسه متحيزه» تحد من تسجيلات الفنانات النساء.